# Brennschluss
Brennschluss bezeichnet in der Raketentechnik den Zeitpunkt des Abstellens der Triebwerke einer Rakete bzw. Raketenstufe. Dabei ist nicht notwendigerweise der gesamte Treibstoff der Stufe verbraucht worden, vielmehr wurde der Punkt in der Aufstiegsbahn der Rakete erreicht, an dem das Abschalten der Triebwerke vorgesehen ist. Bei Feststoffraketen sind die Triebwerke jedoch nicht abstellbar. Sie brennen so lange, bis der Treibstoff verbraucht ist, jedoch nimmt in den letzten Sekunden(-Bruchteilen) der Schub ab. Sie haben daher keinen exakten Brennschluss, sondern brennen aus. 
Feststoffbooster werden meistens bereits während des Ausbrennens abgeworfen, bevor der von ihnen erzeugte Schub unter ihr Leergewicht fällt.
Bei Oberstufen von Trägerraketen wird Resttreibstoff unter Umständen für den gezielten Absturz der Stufe nach dem Aussetzen der Nutzlast verwendet. Außerdem gibt es wiederzündbare Oberstufen, so dass die Stufe nach dem ersten Brennschluss mehrfach für Orbit-Manöver oder -Einschüsse verwendet werden kann.
Nach Brennschluss der Raketenmotoren folgt die „Freiflugbahn“ (oder passive Bahn). Wirken keine weiteren Kräfte ein, bewegt sich das Flugobjekt mit gleichbleibender Brennschlussgeschwindigkeit weiter.